# Club Deportivo Teruel

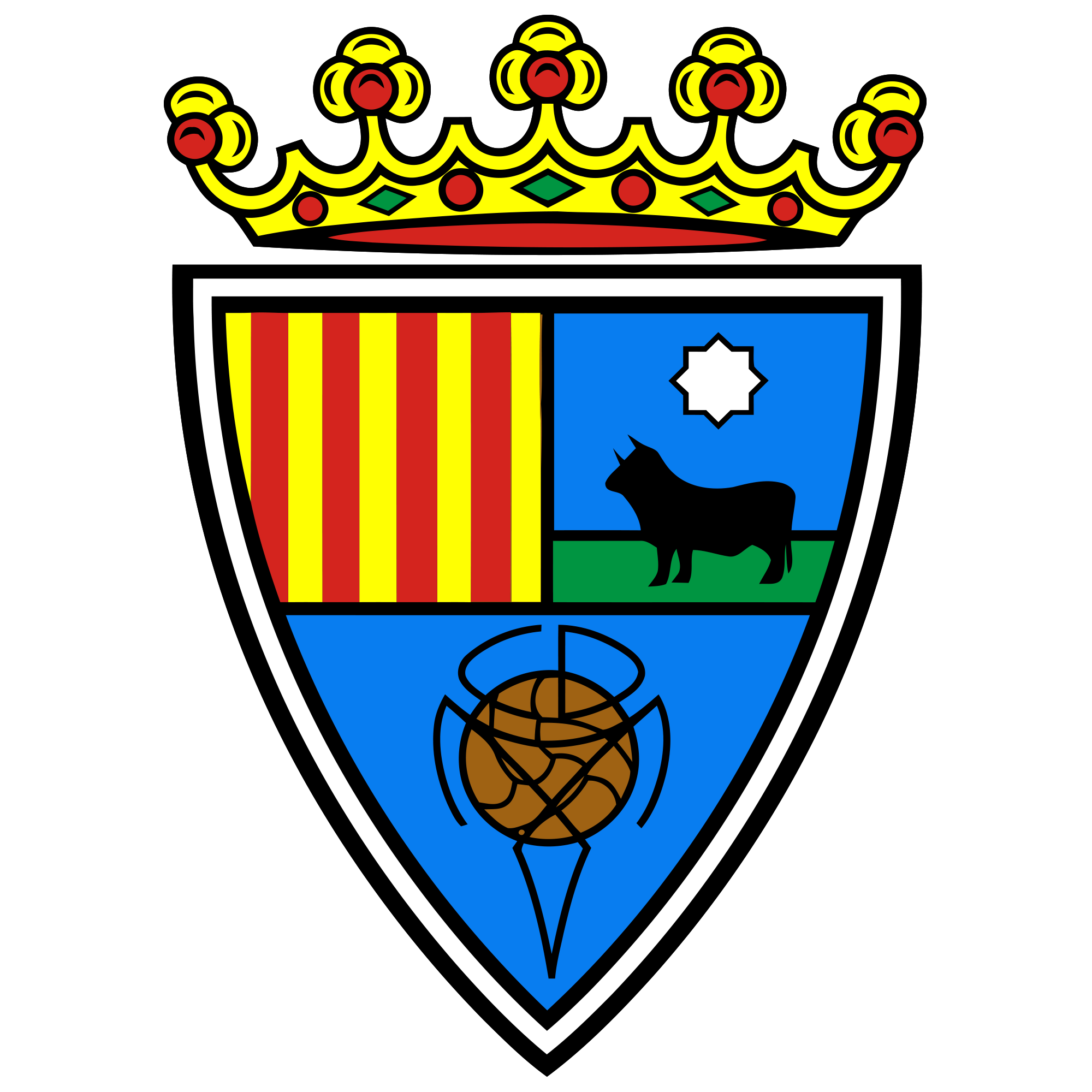

Il Club Deportivo Teruel è una società calcistica con sede a Teruel, in Aragona, in Spagna.
Gioca nella Segunda Federación, la quarta serie del campionato spagnolo.

## Storia
Il C.D. Teruel fu fondato nel 1954, con la fusione del Teruel Club de Fútbol e del Mudéjar Turolense.
Gioca le sue partite all'Estadio Pinilla.
Il 23 maggio 2010 la squadra allenata da Ramón María Calderé, dopo aver pareggiato per 1-1 a Noja, in Cantabria, contro la Sociedad Deportiva Noja, ha vinto in casa per 2-1 ed ha guadagnato la promozione in Segunda División B.

## Tornei nazionali
- 2ª División B: 5 stagioni
- 3ª División: 37 stagioni

## Palmarès

### Competizioni nazionali
- Tercera División: 3

2000–2001, 2009–2010, 2017–2018
- Segunda Federación: 1

2022-2023 (gruppo 3)

### Altri piazzamenti
- Copa Federación de España:

Semifinalista: 2011-2012